# 飛んで火に入る春の嫁
『飛んで火にいる春の嫁』（とんでひにいるはるのよめ）は、1998年4月15日から同年6月24日まで、テレビ東京系列で放送されたテレビドラマ。放送時間は毎週水曜20:00 - 20:54 (JST) 。全11話。

## あらすじ
准看護婦の妙子は、東京・深川で120年以上続く老舗寿司店を営む幹夫と、幹夫の母が入院していた病院で知り合い、結婚する。
結婚披露宴は幹夫の店の2階で行うことになった。挙式当日、店を放り出し放浪の旅に出ていたという幹夫の父・卓三が7年ぶりに帰ってきた。そして、披露宴の席で幹夫が突然脳梗塞で倒れてしまう。

## キャスト
- 浅野妙子 - 宮本信子
- 大高夏子 - 田中好子
- 安井喜三郎 - 渡辺裕之
- 大貫幸子 - 浅茅陽子
- 隆 - 山崎裕太
- 吉野静枝 - 利根はる恵
- 三遊亭梅楽 - 徳井優
- 永瀬敏郎 - 大和田伸也
- 大高吾郎 - 小倉一郎
- 歌江 - 牧野和子
- 福井 - 今福将雄
- 田中 - 河西健司
- 吉野幹夫 - 角野卓造
- 吉野卓三 - 小林桂樹
- 森繁久彌（特別出演）

## 主題歌
- 「わたしの花を咲かせたい」南こうせつ

## スタッフ
- 脚本 - 竹山洋
- 演出 - 石橋冠、大山勝美、河村毅
- プロデュース - 大野晴雄、大山勝美
- 制作 - テレビ東京、KAZUMO

## サブタイトル
1. 冷たい視線・老舗すし屋の新米女将に周囲のイジメが始まる!
2. 出て行け大合唱!
3. キレた小姑の反撃
4. 追い出された女将
5. 新たなイジメの罠
6. 店じまいの危機
7. 親方に“クビ!”と言われて
8. 廃業宣言する親方に女将の怒りが爆発!
9. 小姑が女将宣言!
10. 小姑に強力援軍!ついに女将争い決着!?
11. 大ドンデン返し!?女将になるのは誰?

## ネット局
- TX テレビ東京（制作局）
- TVh テレビ北海道
- TVA テレビ愛知
- TVO テレビ大阪
- TSC テレビせとうち
- TVQ TXN九州（現:TVQ九州放送）

| テレビ東京系列 水曜20時台 | テレビ東京系列 水曜20時台 | テレビ東京系列 水曜20時台 |
| 前番組                    | 番組名                    | 次番組                    |
| ------------------------- | ------------------------- | ------------------------- |
| 魚心あれば嫁心            | 飛んで火に入る春の嫁      | 素晴らしき家族旅行        |